# Vitalij Petrov (allenatore di atletica leggera)
Vitalij Opanasovyč Petrov (in ucraino Віталій Опанасович Петров?, in russo Виталий Афанасьевич Петров?; Donec'k, 6 ottobre 1945) è un allenatore di atletica leggera ucraino, specializzato nel salto con l'asta.
È stato allenatore di grandi astisti quali Serhij Bubka, Elena Isinbaeva e Giuseppe Gibilisco, tutti e tre portati a vincere il titolo mondiale; con i primi due ha anche conseguito il titolo olimpico ed il record mondiale.

## Biografia
È stato il primo allenatore di Serhij Bubka, da lui preso in affidamento tecnico nel 1974, appena undicenne; il rapporto si è interrotto il 16 giugno 1990 dopo 16 anni di collaborazione.
Nel 2005 inizia ad allenare Elena Isinbaeva ed il rapporto si interrompe alla fine della stagione 2010.
Nel 2007 ha ricevuto dalla IAAF il premio IAAF Coaches' Award per i risultati ottenuti con la Isinbaeva.

## Palmarès da allenatore
| Anno | Atleta               | Evento          | Sede           | Risultato | Prestazione | Note                                     |
| ---- | -------------------- | --------------- | -------------- | --------- | ----------- | ---------------------------------------- |
| 1983 | Serhij Bubka         | Mondiali        | Helsinki       | Oro       | 5,70 m      |                                          |
| 1987 | Serhij Bubka         | Mondiali        | Roma           | Oro       | 5,85 m      | Record dei campionati                    |
| 1988 | Serhij Bubka         | Giochi olimpici | Seul           | Oro       | 5,90 m      | Record dei campionati                    |
| 2003 | Giuseppe Gibilisco   | Mondiali        | Saint-Denis    | Oro       | 5,90 m      | Record nazionale                         |
| 2004 | Giuseppe Gibilisco   | Giochi olimpici | Atene          | Bronzo    | 5,85 m      | Miglior prestazione personale stagionale |
| 2005 | Elena Isinbaeva      | Mondiali        | Helsinki       | Oro       | 5,01 m      | Record mondiale                          |
| 2007 | Elena Isinbaeva      | Mondiali        | Osaka          | Oro       | 4,80 m      |                                          |
| 2008 | Elena Isinbaeva      | Giochi olimpici | Pechino        | Oro       | 5,05 m      | Record mondiale                          |
| 2011 | Fabiana Murer        | Mondiali        | Taegu          | Oro       | 4,80 m      | Record sudamericano                      |
| 2015 | Fabiana Murer        | Mondiali        | Pechino        | Argento   | 4,85 m      | Record sudamericano                      |
| 2016 | Thiago Braz da Silva | Giochi olimpici | Rio de Janeiro | Oro       | 6,03 m      | Record olimpico                          |